# Maša Kondratenko
Marija Ihorivna Kondratenko, detta Maša (in ucraino Марія "Машa" Ігорівна Кондратенко?; Šostka, 5 dicembre 1999), è una cantante e attrice ucraina.

## Biografia
Nata a Šostka, nell'oblast' di Sumy, poco dopo la sua famiglia si stabilì a Charkiv. Sin dall'infanzia, Marija ha mostrato una forte passione per la musica, e i suoi genitori hanno sostenuto attivamente il suo sviluppo artistico, facendola partecipare a numerosi concorsi e festival musicali. Sua madre, Svitlana, l'ha sempre accompagnata in vari eventi, dove hanno ottenuto spesso ruoli di rilievo.
Il primo riconoscimento di Kondratenko è arrivato nel 2007, quando ha vinto un premio al concorso Mini Miss Principess, tenutosi a Kharkiv, esibendosi con la canzone Der Pariser Tango. Inoltre, ha frequentato una scuola di ballo, partecipando a spettacoli e dedicandosi alla danza.
Nel 2012 ha partecipato all'edizione inaugurale della versione ucraina di The Voice Kids sul canale televisivo 1+1. Durante le audizioni, si è esibita con il brano Non, je ne regrette rien di Édith Piaf, conquistando l'approvazione di due dei tre giudici presenti ed entrando a far parte del team di Oleh Skrypka. Il suo percorso è proseguito fino alla fase finale del programma, senza però riuscire a classificarsi sul podio.
Nel 2013 ha partecipato al concorso internazionale Voice-Master a Kiev, dove ha vinto il primo premio, ottenendo anche la possibilità di registrare il suo singolo Podary mne e la realizzazione del suo videoclip. L'anno successivo ha raggiunto la finale del concorso radiofonico Jevropa pljus, oltre ad aver vinto il primo premio del concorso Škola roky organizzato dall'emittente radiofonica ROKS.
Nel 2015, ha iniziato a collaborare con il produttore Jurij Falyosa e la sua etichetta Falyosa Family Factory; in questo periodo, la Kondratenko ha adottato lo pseudonimo di Magic e ha cominciato a registrare i suoi primi singoli. Il 4 febbraio 2016 uno dei suoi singoli, Skoraja pomošč', è stato presentato sul canale Velvet Music. Dopo l'uscita di ulteriori singoli sotto lo pseudonimo di Marička, ha debuttato come attrice all'interno della web serie ucraina Kyїvs'ka Zirka, dove ha interpretato la protagonista Anja e ha eseguito il suo nuovo singolo Poletaem.
Kondratenko è salita alla ribalta nel 2020, quando ha preso parte alla decima edizione della versione ucraina di The Voice. Durante le audizioni, si è esibita con il brano All the Good Girls Go to Hell di Billie Eilish, conquistando l'approvazione dei giudici ed entrando a far parte del team di Potap e NK. Il suo percorso, frastagliato tra varie eliminazioni e ripescaggi, è proseguito fino alla fase finale del programma, senza però riuscire a classificarsi per la finalissima a quattro.
Poco dopo l'esperienza al talent, con lo pseudonimo Maša Krash, ha pubblicato il singolo Poletaem, uscito commercialmente su etichetta discografica Enjoy!. Alla fine del 2021, la Kondratenko ha interrotto il contratto con l'Enjoy! e ha intrapreso una carriera musicale indipendente. Nel maggio 2022, ha inciso il suo primo brano lirico da solista Čekaju na tebe, dedicato al marito della sorella, coinvolto nel conflitto scatenato dall'invasione russa dell'Ucraina. Il brano successivo, Van'ka-vstan'ka, ha portato la Kondratenko al successo nazionale, diventando un successo radiofonico e digitale nazionale.
Nel 2024 è riuscita a rientrare tra i finalisti di Vidbir, il processo di selezione del rappresentante ucraino all'Eurovision Song Contest 2025, dove ha presentato il brano No Time to Cry, piazzandosi terza.

## Discografia

### Album in studio
- 2024 – Znajšla svij ščodennyk

### Singoli
- 2016 – Skoraja pomošč'
- 2021 – Poletaem
- 2021 – Malaja
- 2022 – Davaj poprobuem (con Averin)
- 2022 – Čekaju na tebe
- 2022 – Van'ka-vstan'ka
- 2022 – Ljubov syl'niša (con Enleo)
- 2022 – Vedmedi-Balalajky (con Mašukovskij)
- 2023 – Ne chody
- 2023 – Stabil'no paršyvo
- 2023 – Ljuli ljuli
- 2023 – Na hori
- 2023 – Vohnyk vohnyk
- 2024 – Chto ce taka
- 2024 – Un deux trois
- 2024 – Bili noči (con Osty)
- 2024 – Dym
- 2024 – Divčynka (con Iryna Bilyk)
- 2025 – No Time to Cry
- 2025 – Peršyj nomer (con i Molodi)

## Filmografia

### Televisione
- #Škola, serie TV, 78 episodi (1+1, 2018-19)
- Likar Vira, serie TV, 1 episodio (1+1, 2020)

### Webserie
- Kyїvs'ka Zirka, 1 stagione (YouTube, 2020)